# Terry Kirkman
Pour les articles homonymes, voir Kirkman.
Terry Robert Kirkman, né le 12 décembre 1939 et mort le 23 septembre 2023, est un musicien et compositeur américain connu comme le chanteur du groupe The Association.
Terry Kirkman est l'auteur chansons à succès du groupe telles que : Cherish, Everything That You Touch, et Six Man Band. Il a rejoint le Vocal Group Hall of Fame en 2003.

## Premières années
Terry Robert Kirkman est né à Salina, Kansas, le 12 décembre 1939, et a grandi à Chino, Californie,. Ses parents étaient tous deux musiciens. Son père Gordon est chanteur et saxophoniste, et sa mère Lois joue de l'orgue et du piano à l'église et dans les cinémas muets.
Il débute dans le milieu musical dès l'enfance, pendant la Seconde Guerre mondiale,. Ayant obtenu son diplôme du Chino High School en 1957, il étudie la musique au Chaffey College,. Terry Kirkman rencontre Frank Zappa à l'université et joue avec lui dans des cafés entre 1959 et 1961,.

## The Association
Visitant Hawaï en 1962, Kirkman rencontre Jules Alexander, qui est alors dans la marine américaine. Ils décident de se revoir dès qu'Alexander aura fini son service militaire.
Après un déménagement à Los Angeles avec Alexander en 1963, Kirkman et lui créént le groupe The Inner Tubes, dont Cass Elliot et David Crosby ont  partiez1. Les Inner Tubes se sont élargis progressivement jusqu'à devenir un groupe de 13 musiciens appelé les Men.
Les Men se séparent en février 1965, et Kirkman et cinq autres membres forment leur propre groupe. Feuilletant le dictionnaire pour trouver un nom original, ils choisissent The Association (d'après la suggestion de la fiancée de Kirkman). The Association devient rapidement célèbre avec leur premier album publié en 1966, And Then. . . Along Comes the Association, avec des chansons comme Cherish et Along Comes Mary.
Kirkman est un chanteur réputé avec de nombreuses chansons comme Never My Love, Cherish  et Everything That Touches You. Avec son groupe, il joue au Monterey Pop Festival en 1967. Son Requiem for the Masses, une chanson sur la guerre du Vietnam, présentait des voix de style requiem.
Le groupe est nommé six fois pour un Grammy Award, trois fois pour chacune des cérémonies : les 9e (1967) et 10e Grammy Awards (1968).
En août 1969, The Association sort un recueil de poèmes nommé Crank Your Spreaders, écrit par les sept membres du groupe,,.
Kirkman quitte le groupe fin 1972, mais après que celui-ci se soit séparé en 1978 et reformé l'année suivante, il décide d'y revenir. Fatigué des tournées, Kirkman quitte le groupe en 1984. Par la suite, à de rares occasions, il joue en tant qu'invité. Présent lorsque lui et les autres membres survivants de The Association ont été intégrés au Vocal Group Hall of Fame en 2003, il voit le groupe recevoir les Rock Justice Awards le 18 janvier 2019 aux Village Studios de Los Angeles.
Une série d'entretiens auxquels lui et Jules Alexander participent, début 2023, sont diffusés par épisodes, à partir du 1er septembre 2023. Le dernier épisode de ces entretiens est publié un jour avant sa mort, le 22 septembre 2023.

## Vie personnelle et mort
Dans les années qui ont suivi son départ du groupe, Kirkman quitte l'industrie musicale et travaille comme conseiller sur les addictions en Californie,.
Kirkman est mort dans sa ville de résidence, à Montclair, en Californie, où il vivait avec sa femme Heidi, le 23 septembre 2023, des suites d'une longue maladie,,. Il avait 83 ans.

## Discographie

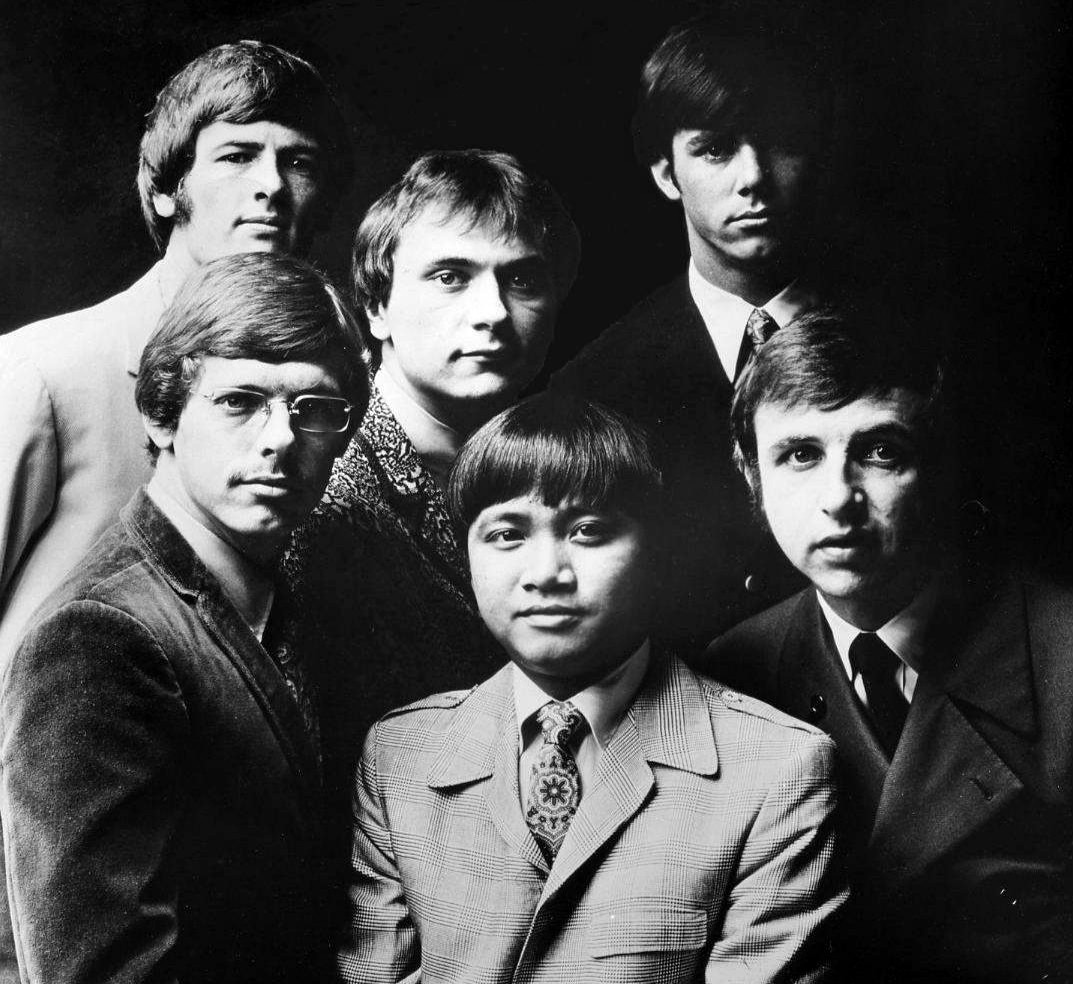
Terry Kirkman (en bas à droite) avec The Association en 1968.

### Albums
| Titre                                   | Année |
| --------------------------------------- | ----- |
| And Then... Along Comes the Association | 1966  |
| Renaissance                             | 1966  |
| Insight Out                             | 1967  |
| Birthday                                | 1968  |
| The Association                         | 1969  |
| Stop Your Motor                         | 1971  |
| Waterbeds in Trinidad!                  | 1972  |

## Nominations
The Association a été nommé six fois pour un Grammy Award, trois fois chacune lors des 9e et 10e Grammy Awards :

### 9e cérémonie des Grammy Awards(1967)
| Catégorie                                      | Chanson | Note   |
| ---------------------------------------------- | ------- | ------ |
| Meilleure performance de groupe contemporain   | Cherish | [ 15 ] |
| Meilleur enregistrement contemporain           | Cherish |        |
| Meilleure performance d'un groupe de chanteurs | Cherish |        |

### 10e cérémonie des Grammy Awards(1968)
| Catégorie                                      | Chanson/Album | Note   |
| ---------------------------------------------- | ------------- | ------ |
| Meilleure performance de groupe contemporain   | Windy         | [ 15 ] |
| Meilleur album contemporain                    | Insight Out   |        |
| Meilleure performance d'un groupe de chanteurs | Never My Love |        |